# 격구
격구(擊毬)는 전통 공놀이로서 통상적으로 편을 갈라 나무 채나 막대기 등을 이용해 달걀 크기 정도의 공을 쳐서 일정한 거리에 있는 구문(毬門)에 공을 넣어 경기장 밖으로 나가게 하거나, 구멍에 넣는 공놀이들을 가리킨다. 여러 가지 격구경기 형태 중에 통상적으로 격구라고 하면 말을 타고 나무 채인 장시(杖匙)로 나무공을 치는 기마격구(마상격구)를 대개 가리킨다.

## 여러 명칭
격구(擊毬)는 타구(打毬), 격구희(擊毬戱), 농장희(弄杖戱), 격봉(擊棒)이라고 하며, 이것을 흔히 공치기 또는 장치기라고도 한다.

## 역사

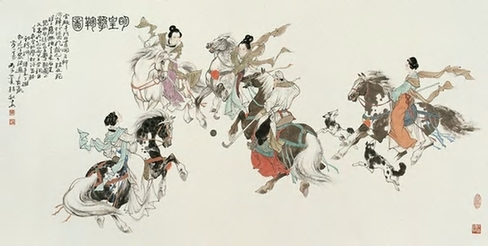
중국 명나라 시기 궁중 여관들이 격구를 하는 모습을 그린 그림.

말을 타고 하는 마상격구는 원래 파사(波斯) 즉 페르시아지방에서 유래된 것으로 현대의 폴로(Polo)경기도 이 곳에서 유래되었다. 중국 서장 및 인도 제국으로 전파되고, 중국 당나라에 전래되어 격구(擊毬)로 불리면서 고구려, 신라에 전해진 것으로 추측되며, 발해와 후삼국시대에 걸쳐, 고려시대와 조선 초기시대에는 귀족과 지배층들 사이에서 축국, 수박 (무술)과 함께 가장 유행하는 인기 경기였으며, 무예 연마하는 군사 훈련으로도 성행하였다. 이런 마상격구는 조선시대 초기까지도 이어 졌으며, 조선시대 후기에는 말 없이 즐기는 보행격구 형태로 장치기 등의 민간 놀이 형태로도 변했다.  

### 후삼국시대 이전
신라의 기록에서는 김유신과 김춘추가 축국을 하였다는 기록이 나타나는데 이를 격구와 유사한 것으로 추측된다.
격구에 대한 기록은 유득공이 쓴 《발해고(渤海考)》에 나타나는데, 발해의 왕문구(王文矩) 일행이 서기 889년에 일본에 사신으로 가서 천황이 보는 앞에서 격구를 해 보였다고 한다. 당시 발해에서 격구가 매우 성행하였으며, 일본에 직접 전파하였음을 알 수 있다.

### 고려시대 이후
고려 태조 원년 9월 갑오에 상주의 적사 아자개(아자익)가 사자를 보내어 귀순하려하매 왕이 명하여 그를 맞이하는 의식을 구정(毬庭)에서 하게 하였다"라는 기록과 태조 2년에 아자개 일행의 환영식을 격구장에서 했다는 고려사(高麗史) 기록으로 볼 때, 왕건이 고려를 창건하면서 궁전에서 격구를 실시할 수 있는 구정을 만든 것으로 후삼국시대 전부터 계속 격구가 전해져 왔음을 알 수 있다. 특히 고려시대에 격구가 크게 성행하여 국가적인 행사로 단오절에 왕이 참관하는 등 대규모 격구대회가 벌어졌다. 고려의 역대 왕들이 좋아하였는데, 특히 의종이 격구을 좋아하고 능숙했다는 기록이 있다. 무신정권 무관들이 수박과 더불어 격구을 통해서 무예를 연마하는 군사적 목적과 함께 격렬한 마상놀이로 행해지기도 했다. 특히나 격구 경기 통해서 왕이나 지배층에 눈에 띄어서 발탁되는 등 출세의 과도로 여겨지게 되었고 심지어 경기를 통해서 벼슬이 거래되는 등으로 변질되었다. 또한 이러한 격구 행사에 엄청난 비용도 문제였는데, 눈에 잘 띄는 비싼 옷을 입은 것과 더불어 말 안장 하나가 백성 10가구 재산에 비슷하게 치장하고, 경기장 바닥을 비단으로 덮는 등, 고려 무신정권 시대의 지배층의 사치와 부패함을 보여주었다. 무신정권의 집권자 최우는 1229년에 이웃집 100여 곳을 빼앗고 헐어 격구장을 만들었는데 그 크기가 승려 3만명이 동시에 입장해 앉아서 밥을 먹으며 격구를 구경했다는 기록이 있을 정도였다.

### 조선시대 이후
조선시대에 와서도 여전히 격구가 널리 성행하였다. 국방적인 필요와 무인 출신인 태조와 태종에 의해 격구놀이가 행해졌는데, 태조는 뛰어난 격구술을 지녔다. 또한 세종 때에는 격구를 무예로서 중시하여 무과 전시의 과목으로 채택되기에 이른다.
세종은 신하들이 격구경기의 사치성을 이유로 이를 금지하자는 의견에 대해 '격구는 본시 무예를 연습하기 위함이요, 노는 것이 아니다 ~ 무예를 연습하는 데는 이보다 나은 것이 없다.' 또한 "병조에 계하되 고제를 삼가 살피니 당의 격환을 곧 황제가 만든 축국의 유제이다. 그런 이유는 다 놀이로써 습무(習武)하는 까닭이다. 고려 번성시에 격구의 놀이는 사실 여기에서 비롯되는 것이다. 격구를 잘하면 가히 기사를 잘하고 창도 잘한다. 이제부터 무과에서 격구로써 시험을 보아 인재를 뽑으라 하였다"는 기록이 나타나 있며, 세종은 격구에 대해 높이 평했다.

또한 용비어천가 제44장에는 격구에 관한 노래와 기록이 있을 정도로 조선시대 초기에는 왕국과 상류층 무관들이 많이 즐겼는데, 이 경기는 놀이 이상으로 무과시험의 정식 과목 및 무과시험의 최종시험에서도 사용되기도 했다. 1425년 세조 7년에 무관의 습무(習武)과정으로 다시 도입되어 정해진 기간까지는 무과(武科)의 시취(試取) 과목이 되었으며, 정조 때에 이십사반(二十四般) 무예의 하나로 정해져 격구보(擊毬譜)가 무예도보통지(武藝圖譜通志)에 기록되었다.
한편, 조선 초기에 궁궐에서 이루어진 격구는 지상격구[步擊毬](보행격구), 격방, 장시를 많이 즐겼다. 세종 때부터는 종친을 궁내로 불러들여 보행격구를 하였고, 세조 때는 수십 명씩 떼를 지어 승부를 겨루었다. 장시처럼 말을 타지 않고 뛰어다니면서 대개 격구장에서 공을 장시로 쳐서 구문을 통과시키기 경기도 했지만, 궁중이나 넓은 마당 여기저기에 작은 구멍을 파놓고 걸어다니며 공을 쳐서 구멍 안에 넣는 놀이인 격방도 많이 했는데, 아이들도 참가하였다고 한다. 이 놀이에서 파생한 것이 포구락(抛毬樂)이며, 고려 때부터 회례악(會禮樂)으로 채택되었으나, 조선 세종 때 너무 길다 하여 폐지되고 잡악으로 남았다.
시대에 따라 격구의 성격과 즐기는 계층에도 변화가 있었다. 놀이로써 유희적 측면은 배제되고 군사훈련의 중요성은 성종 떼에 강조되었다. 그러나 조선 중기에 와서 총포와 화포가 발달되고, 화력을 중요시하는 시대에 접하게 됨에 따라 말의 효용성과 마상무예의 가치가 점차 떨어지게 되었다, 또한 조선의 극단적 문치주의는 무예를 경시하게 됨에 따라, 조선 중기 이후 귀족 사회에서 점차 쇠퇴의 길을 걷게 되면서, 이후에 무과시험에서도 빠지게 된다. 보행격구(지상격구)도 임진왜란 이후 기마격구가 중요시되지 않게 되자 더는 상류층에서는 볼 수 없게 되었다. 하지만 서민들의 놀이로서 계승되었다. 조선 후기에는 일반 백성들에게 어린이들의 놀이인 장치기로 변모되었다. 곧 지상격구(보행격구)가 민간에 전승되면서 나무꾼들이 겨울철에 나무 작대기를 이용해 소나무 옹이로 만든 공을 쳐서 상대 골문에 넣는 형태인 장구(장치기)로 민간에 널리 전승되었다.
결국 격구의 전승은 고려 초기에는 궁궐에서 왕과 왕족 중심으로, 중기에는 무신 중심으로, 후기에는 단오에 격구장이나 저잣거리에서 상하층이 참여한 대규모 격구대회 형태로 전승되었다. 조선시대에는 무과시험으로 채택되어 놀이적 성격이 줄어들었다가 점차 서민들의 놀이인 장치기로 변모되었다. 따라서 시대에 따라 상층 유희적 성격에서 단오의 집단 세시풍속적 성격으로 다시 상층 유희 및 무과(武科) 무예 연마적 성격에서 민간에서 남자아이들이나 겨울철 남자들의 놀이적 성격으로 변모되었다.
근대와 현대에 들어 간간히 장치기 형태로 남아 있는데 제 1회 전 조선 얼레공대회라는 이름으로 전국 대회로 개최되었고, 지금은 잘 볼 수는 없지만, 일부 지역에서 민간전통놀이로 남아 있거나, 지역 축제에서 볼 수 있다.

## 격구의 종류와 경기방법
격구 크게는 말을 타고 했던 기마경기인 기마격구와 궁중이나 넓은 마당에서 하는 보행격구(지상격구)가 있다. 이 중 보행격구에는 격방(擊棒)과 장구(杖毬, 장치기) 등이 있었으며, 이 중 격방은 타구(打毬), 혹은 봉희(棒戱), 포구(抛毬)등으로도 불리였다. 장구(杖毬)는 후게 민간놀이인 장치기로 변하게 되었다.
말을 타고 했던 기마격구는 무신들이 많이 즐겼고, 단오에 남성 중심의 놀이로 크게 성행하였다. 보행격구인 격방 등은 궁중에서 많이 즐겼으며, 조선시대에는 점차 일반 백성과 아이들까지 즐기는 놀이가 되었다.

### 경기장
격구놀이를 하기 위하여 만들어 놓았던 넓고 큰 직사각형의 마당을 구장(毬杖)라 불리였고, 고려시대에는 격구 또는 타구가 성해서 궁정의 광장을 대개 구장이라고 하였다.
마상격구 경우 경기장 크기는 대개는 큰 광장 마당에서 정해진 것으로 보이는데, 경국대전 병전(兵典) 시취조의 격구 항목을 보면, 출마표(出馬標)와 치구표(置毬標)의 거리는 50걸음, 치구표에서 구문까지는 200걸음, 구문 사이 거리는 5걸음으로 한다고 기록되어 있다. 정조(正祖) 때 만든 무예도보통지(武藝圖譜通志)에 의하면 출마표(出馬標)에서 공 있는 치구표(置毬標)까지 50보(步), 치구표 즉 치구장에서 구문(毬門)까지 200보로서, 전체 길이는 250보로 되어 있고 구문의 길이는 5보로 되어 있다.

### 선수와 장비

#### 인원
10명 혹은 그 이하

### 장비
- 공

공은 나무, 마노로 만든 것으로 크기으로 보통 달걀정도 빨간칠을 치하거나,비단으로 감싼다.
민간에서 전해진 놀이에서는 나무공 대신 소나무의 웅이나 솔방울을 공으로 대체되기도 했다.
- 장시

기마격구에서 사용하는 나무 막대채로써 공을 치거나 낚아 채는 도구이다. 공을 치는 막대기의 모양은 숟가락과 같고 크기는 손바닥만한데, 물소가죽을 사용하며 두꺼운 대나무를 합한 자루 형태였다. 경국대전 병전(兵典) 시취조의 격구 항목을 보면, 막대에 붙은 숟가락[杖匙] 길이 9치(27cm), 나비 3치(9cm), 자루길이 3자 5치(105cm), 공 둘레 1자 3치(39cm)로 기록 되어있다.

### 타구와 규칙

#### 규칙
마상격구(기마격구)는 말을 타고 공채로 공을 쳐서 구문 사이로 구장 밖으로 내보내서 득점해서 승부를 낸다. 마치 현대 폴로 등와 비슷한 형태이다. 
보행격구(지상격구)는 시대 흐름 따라 종류가 다양해졌다고 할 수 있는데, 그 중 장구(장치기) 경우 마상격구처럼 여러 명이 편을 갈라 구문을 설치해서 공을 경기장 밖으로 나가게 하는 형태는 현대의 필드하키와 유사한 방식이며, 격방 경우 구멍으로 공을 넣은 놀이는 현대 골프나 게이트볼과 흡사한 방식으로 다양한 규칙이 생겼다. 

### 기마격구 경기방법
말을 탄 10명 혹은 수십명이 좌우로 편을 갈라 장시(杖匙) 나무채를 들고 빨갛게 색을 칠한 나무 공을 장시(杖匙)로 퍼 올려서 일종의 골문인 구문(毬門)에 집어넣어 경기장 밖으로 공을 나가게 하여 득점하는 방식이다.
경기 방식은 처음에 경기자들이 말을 타고 출마표에서 나무채을 들고 기다리고 있다가 경기시작을 알리는 노래와 춤이 시작되면, 구장 한복판에 공을 내던지면서, 양편 경기자들이 일제히 달려들어 공을 쳐 구문 밖으로 내보내는데, 공을 구문 밖으로 쳐낸 횟수가 많은 편이 이겼다.

### 지상격구 경기형태

#### 격방
와아(窩兒) 즉 작은 구멍에 넣는 보행격구로써 현대의 미니 골프나 게이트볼과 같은 형태다.

#### 장시
기마격구와의 비슷하게 대개 지상에서 공을 장시나 나무막대기로 쳐서 구문을 통과시키기 방법이다. 오늘날의 필드하키와 유사하다.

#### 주요동작
나무채인 장시가 스틱으로 공을 때리기만 하는 폴로와는 달리 공을 양쪽 면으로 모두 괼 수 있는 고뚜레 모양으로 되어 있어서 머리의 바깥면에 공을 괴어서 스틱을 수직으로 쥐기도 하고, 안쪽 면에 공을 괴어서 투석구처럼 빙빙 돌리다가 공을 날리는 등의 다양한 기술을 구사 가능하다.
- 할흉(割胸) : 공을 격구채로 뜬 후 격구채를 말의 가슴에 곧게 대는 동작

- 방미(防尾) : 격구채를 말꼬리와 나란히 하는 동작.

- 수양수(垂揚手) : 원심력 등을 이용해 (쥐불놀이하듯) 격구채를 위아래로 돌리고 흔드는 동작.

- 호접무(胡蝶舞) : 공을 공중에 던져올린 후 격구채로 받는 기술. 그 후 공을 미는 동작.

- 횡방(横防) : 후미에 있는 공을 몸을 뒤집어 격구채로 공을 낙아 치는 기술 및 동작.

조선을 건국한 태조 이성계는 격구의 능한 사람으로써 태조실록에 기록되어있는 이성계의 격구술 움직임들이 보이는데, 격구가 기마궁술의 단련에 있어서 매우 효율적였다는 점에서 이성계의 궁술이나 격구 실력은 비범했다는 공통점이 있다.
태조가 공을 운행할 때에, ..., 공이 문득 돌에 부딪혀 놀라 거꾸로 달아나 말의 네 발 뒤로 나왔다. 태조는 즉시 위를 쳐다보며 누워 몸을 돌려서 말꼬리에 부딪쳐 공을 치니...
공이 왼쪽으로 빠지자, 태조는 오른쪽 등자에서 발을 빼고 몸을 뒤집어 쳐서 이를 맞히고 다시 쳐서 문밖으로 나가게 하니 그때 사람이 이를 횡방(横防)이라 하였다.

## 기마무예와의 관계
격구 특히 기마격구는 단순한 놀이 이상으로 무과시험의 실기과목이 될 만큼 무예적 속성이 많은 경기였으며, 격구 경기를 하기 위해서는 상당한 수준의 기마술은 필요 했으며, 월도를 비롯한 다양한 마상용 무기를 사용할 정도의 무예 실력이 필요했다.
격구 경기에서 사용하는 장시는 서양의 폴로에서 사용하는 망치 모양이 아니라, 속이 뻥 뚫린 숟가락 모양을 해서 거기에 공을 퍼 담아 다양하게 공을 움직였기에 마상무예의 다양한 기술들을 연마하는데 큰 도움이 되었다.

## 같이 보기
- 격방
- 장구
- 장치기
- 폴로

## 참고 문헌
- 보격구의 역사와 복원(정형호, 말문화연구회, 1999)
- 한국 마상격구의 역사와 전승(정형호, 마사박물관지, 2002)
- 발해와 왜의 문화 교류(송기호 삼성문화재단, 1997)
- 이 문서에는 다음커뮤니케이션(현 카카오)에서 GFDL 또는 CC-SA 라이선스로 배포한 글로벌 세계대백과사전의 내용을 기초로 작성된 글이 포함되어 있습니다.